# Маяпан

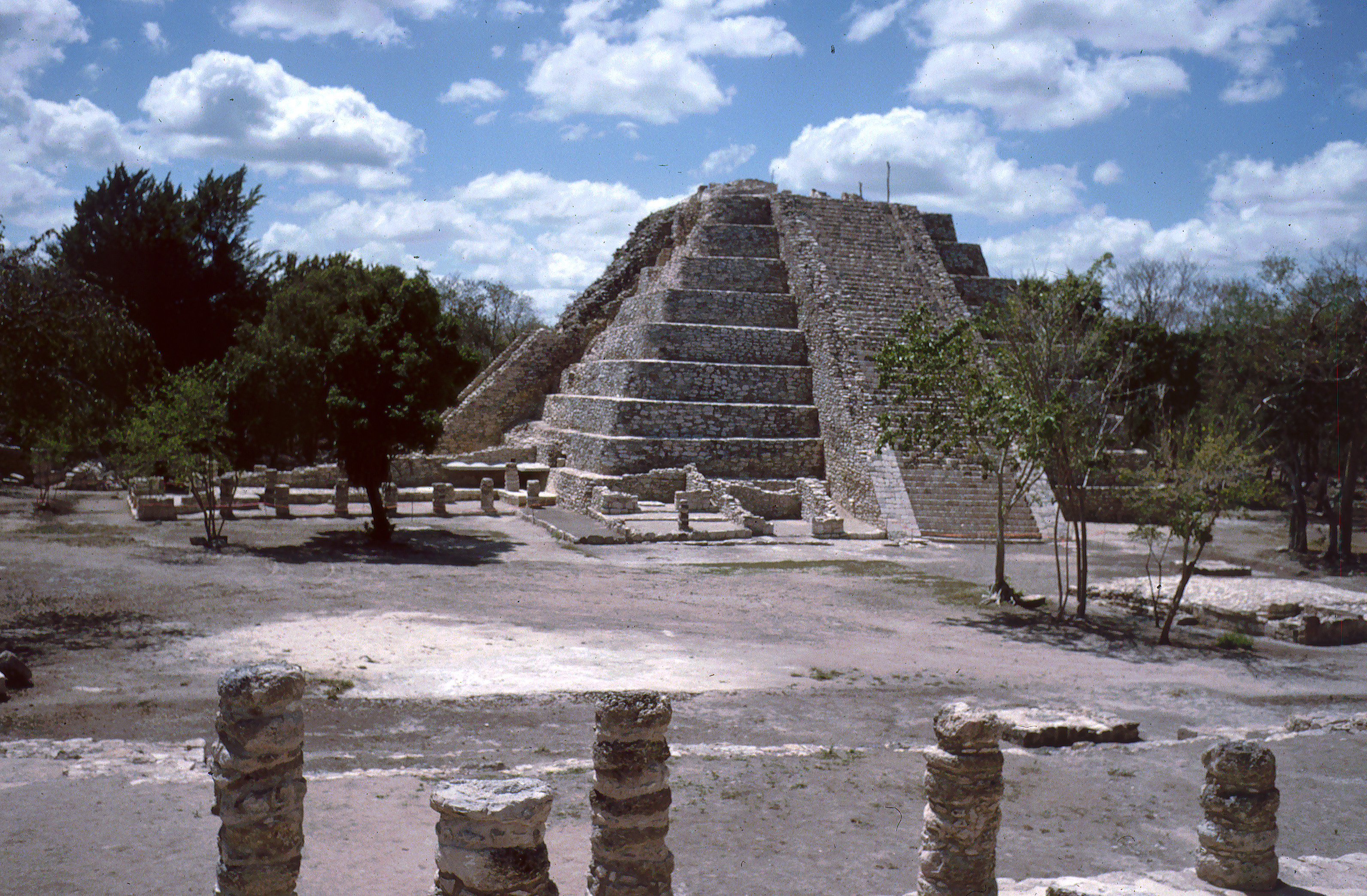
Піраміда Кукулькана в Маяпані

Маяпа́н (мая Màayapáan з науатль Mayapān, дос. «місце Мая»; ісп. Mayapán) — стародавнє місто на півночі Юкатану.
Засноване в X сторіччі легендарним ватажком тольтеків Кукульканом (під яким зазвичай розуміють Топільцина або ж його сина) під час завоювання Юкатану. Певний час перебував під владою Тіхо та Чичен-Іци, але з часом намісники Маяпана заснували власну династію. Останній з її представників — Ахмешкук наприкінці XII ст. був усунутий від влади узурпатором Хунаккеелем. Новий володар очолив постання проти Чичен-Іци, у 1194 захопив її і спалив, перетворивши Маяпан на найвпливовішу державу півострова.
У другій половині XIII ст. владу в Маяпані здобула Маянська за походженням династія Кокомів, представники якої, натомість, спиралися на військо найманців з Центральної Мексики. Вважаючи титул халач-вініка замалим для себе, Кокоми іменувалися котекпанами («мешканцями палацу»). Культ Кукулькана, який сповідували Кокоми, нав'язувався і залежним від нього поселенням.
У 1441 проти Маяпанської влади повстав ушмальський володар Ах-Шупан з династії Тутуль Шіу. Повстанці захопили місто і знищили усіх Кокомів, за винятком одного, який у цей час перебував далеко на півдні. Саме він разом із біженцями із Маяпана заснували нову державу з центром у місті Сотута. Сам Маяпан деякий час зберігав певні залишки самостійності, проте до кінця XVI сторіччя остаточно занепав і знелюднів.